# Anna Kochetova
Anna Kochetova, née le 4 mai 1987 à Volgograd, est une handballeuse russe.
Elle participe au Championnat d'Europe de handball féminin 2010 (7e place), et est quart-de-finaliste du Championnat du monde de handball féminin 2017 avec l'équipe de Russie.

## Palmarès

### Sélection
championnats d'Europe
- finaliste du championnat d'Europe 2018

autres
- vainqueur du championnat du monde junior en 2005
- vainqueur du championnat du monde junior en 2003